# Theresa Georgen
Theresa Georgen (* 1946 in Mainz) ist eine deutsche Kunsthistorikerin und emeritierte Professorin.

## Werdegang
Theresa Georgen studierte Kunstgeschichte und Archäologie in Mainz, Tübingen und London und promovierte 1976 in Wien zum Thema Liber ad honorem augusti des Petrus de Ebulo bei Otto Pächt. Nach Tätigkeiten als Volontärin, Kuratorin und Lehrbeauftragte an Darmstädter, Berliner und Berner Kunstmuseen wurde sie 1986 als Professorin für Kunstgeschichte an die Fachhochschule Kiel, seit 1994 Muthesius Kunsthochschule, berufen, wo Georgen von 1995 bis 1999 Prorektorin war.
1993 war Theresa Georgen Gründungsdirektorin des „Instituts für Frauenforschung (IGD)“ der Fachhochschule Kiel und von Oktober 2000 bis Juli 2004 Intendantin des Forums für Interdisziplinäre Studien an der Muthesius Kunsthochschule. Georgen ist Jurorin der Körber-Stiftung für den Deutschen Studienpreis und Mitglied der Kommission „Kunst im öffentlichen Raum“ des Ministerpräsidenten des Landes Schleswig-Holstein.
Ihr Forschungsinteresse gilt dem Körper in der Kunst der Moderne und die Konstruktionen von Weiblichkeit in der Kunst. „Bühnen des Selbst“ (2006) widmet sich den besonderen autobiografischen Positionen von Künstlerinnen der Gegenwart.